# Langes Wasser (Schwarze Elster)
Das Lange Wasser ist ein Fließgewässer auf dem Gebiet der Großen Kreisstadt Kamenz im sächsischen Landkreis Bautzen.
Der linke Nebenfluss der Schwarzen Elster hat seine Quelle südlich von Lückersdorf. Das Lange Wasser nimmt das Gelenauer Wasser auf und fließt vorbei am ehemaligen Moritzbad sowie an den ehemaligen Wassermühlen Schwarze Mühle und Rote Mühle. Nach dem Durchfluss unter der Bahnstrecke zwischen Kamenz und Bischheim-Gersdorf und der Staatsstraße 95 umfließt es in Kamenz zunächst westlich und dann nördlich den Brauereiteich. An der Eselsburg nimmt das Lange Wasser das Rodelandswasser auf und fließt anschließend westlich der Grundschule durch das Flächennaturdenkmal Gickelsberg und das Herrental südlich der Straße gleichen Namens, vorbei an der ehemaligen Herrenmühle. Zuletzt fließt das Lange Wasser südöstlich des Mühlweges in Richtung ehemalige Schlossmühle (Große Mühle) und Eulenfelsen. Es mündet wenige Meter nach dem Durchfluss unter der denkmalgeschützten einbogigen Granitbrücke der Uferstraße in die Schwarze Elster.

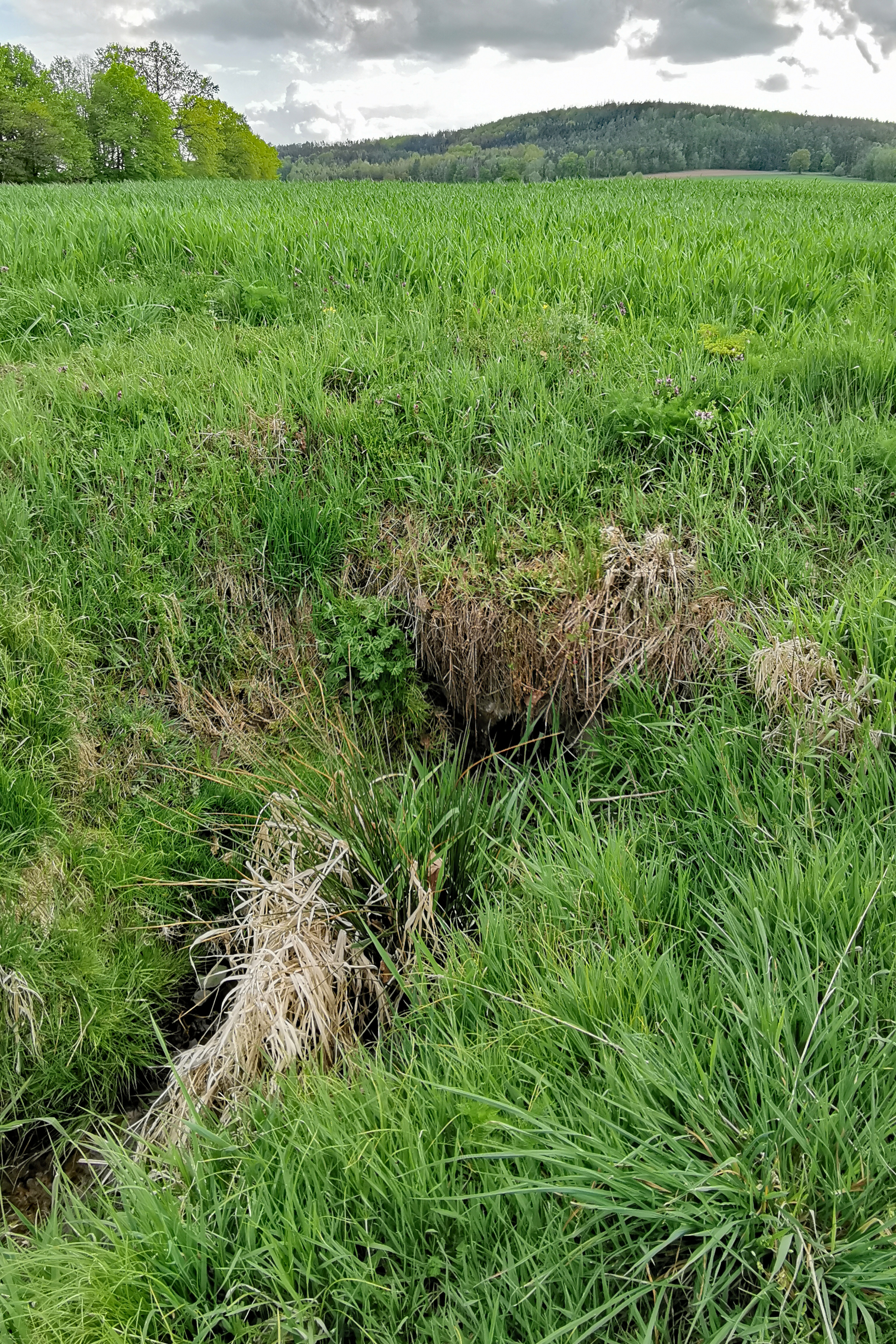
Quelle südlich Lückersdorf mit Blick auf den Wüsteberg
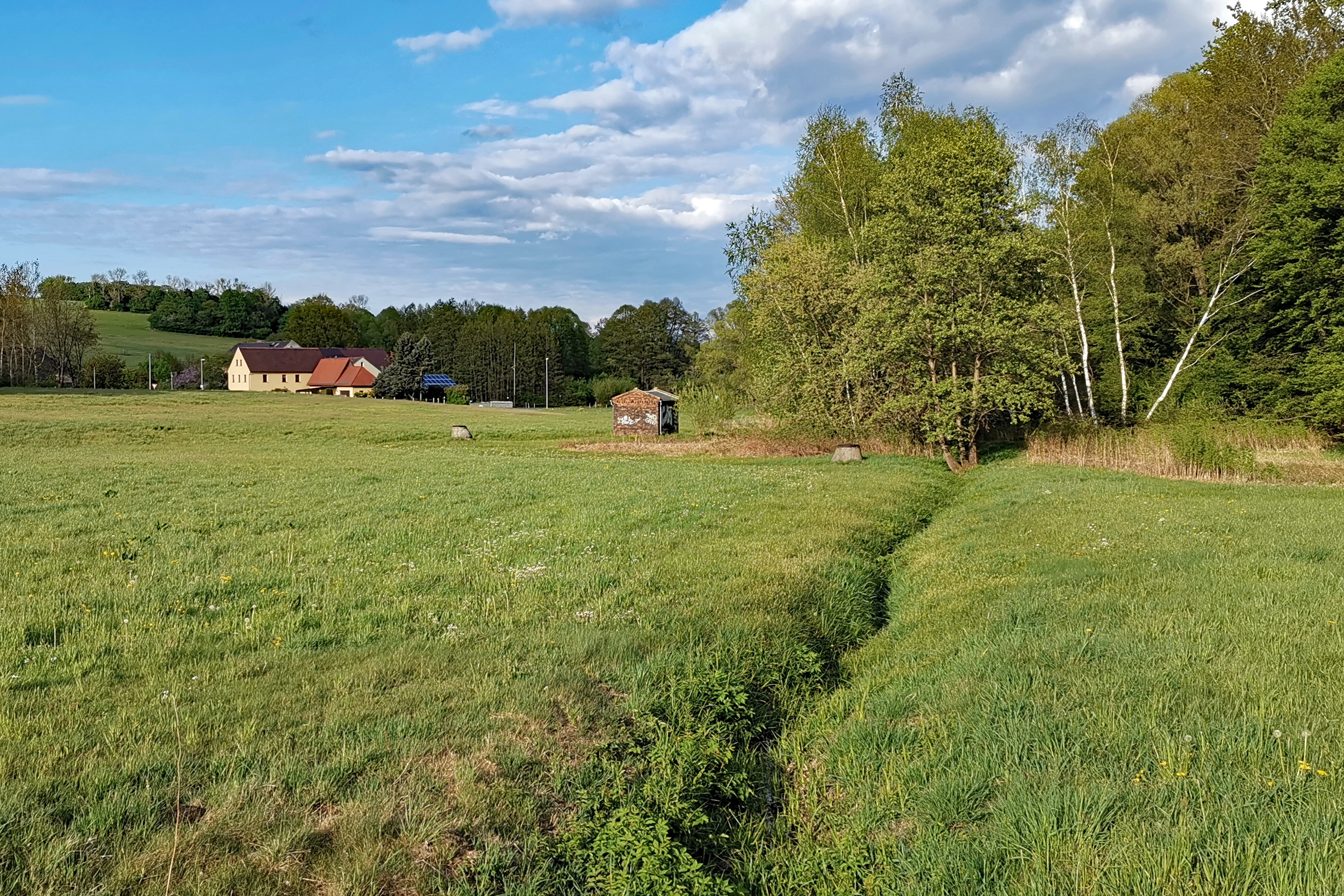
Blick Richtung ehemaliges Moritzbad
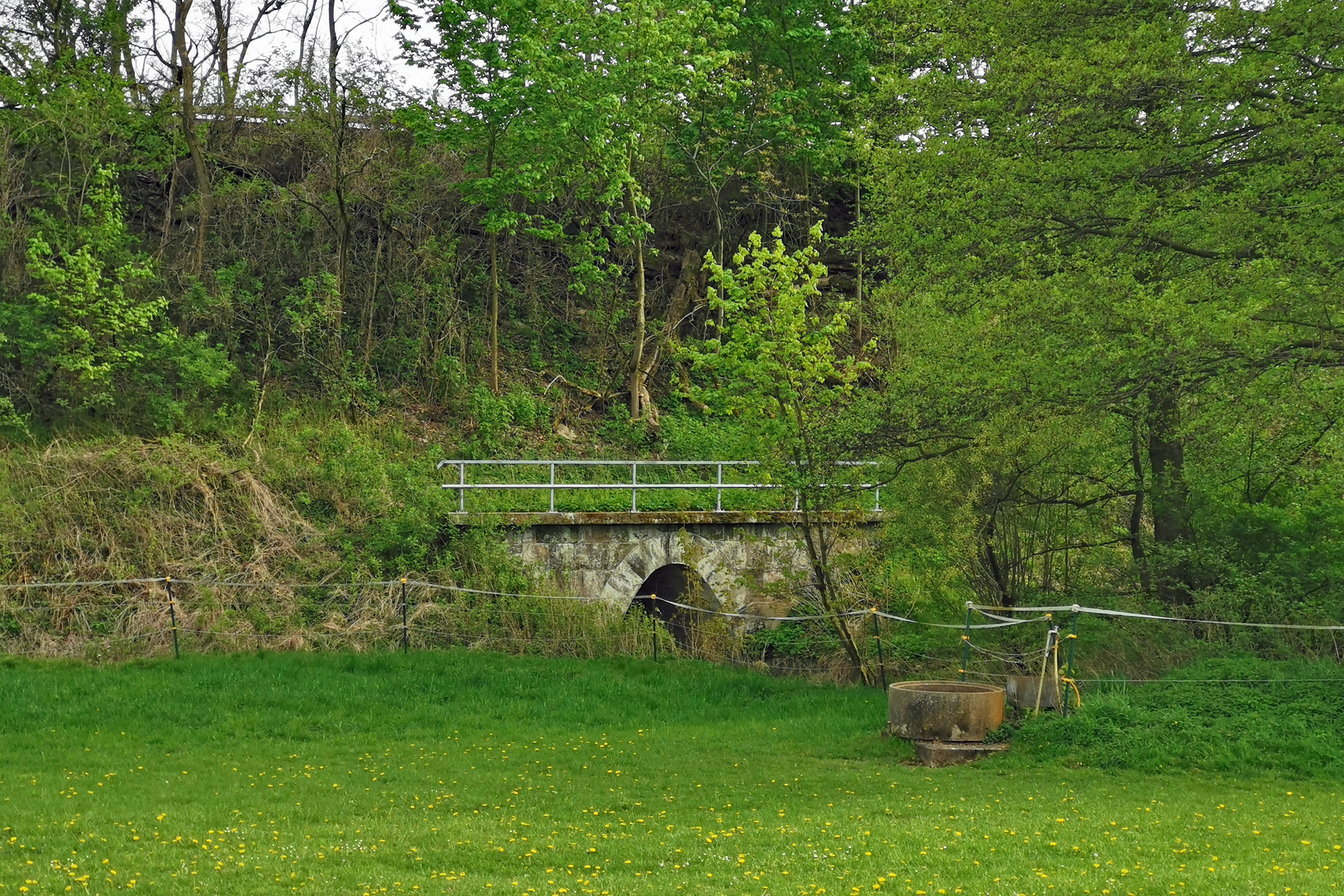
Durchfluss durch die Bahnstrecke zwischen Bischheim-Gersdorf und Kamenz
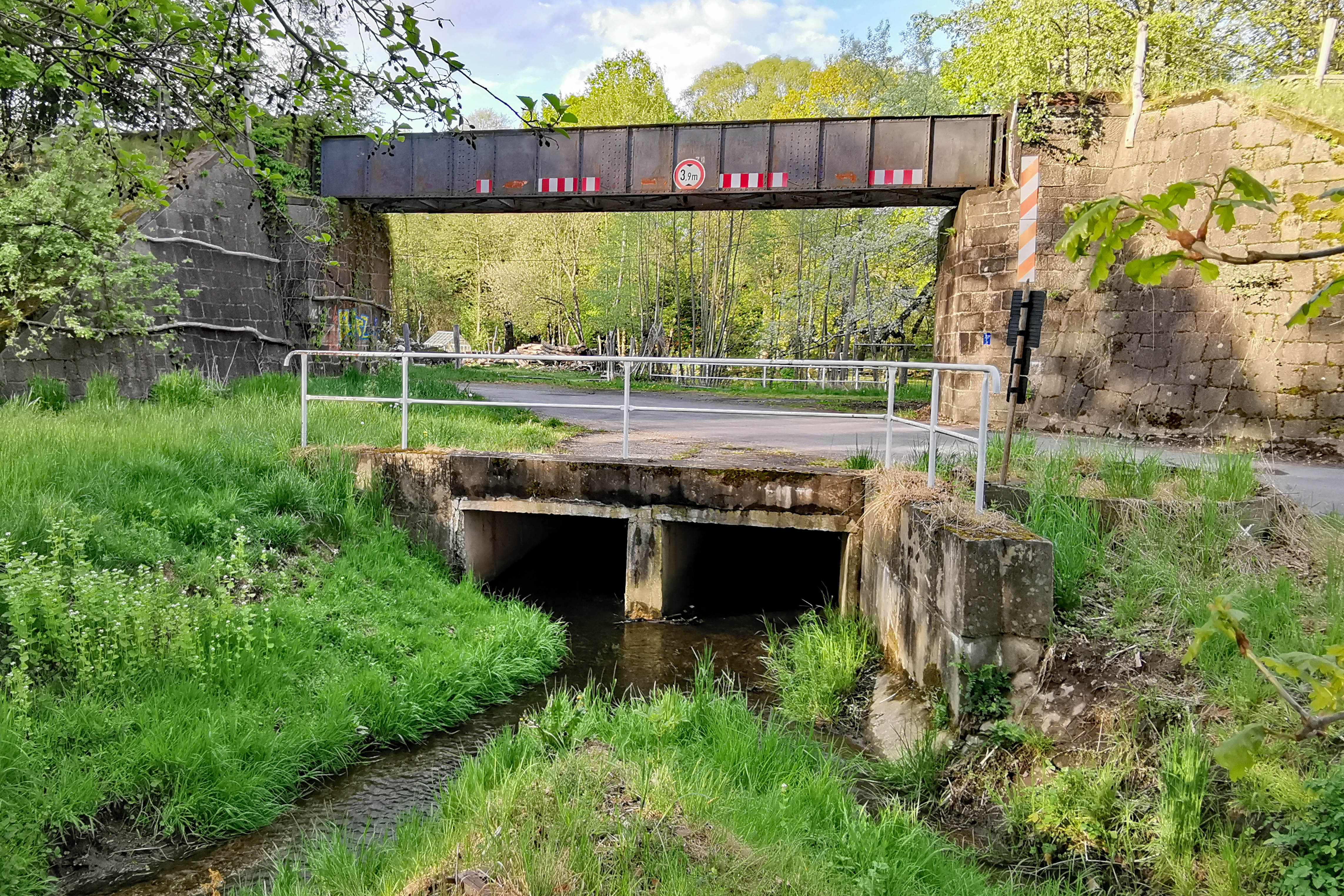
Mündung des Rodelandswassers von rechts bei der Eselsburg (Bahnbrücke der ehemaligen Strecke zwischen Wiesa und Kamenz)
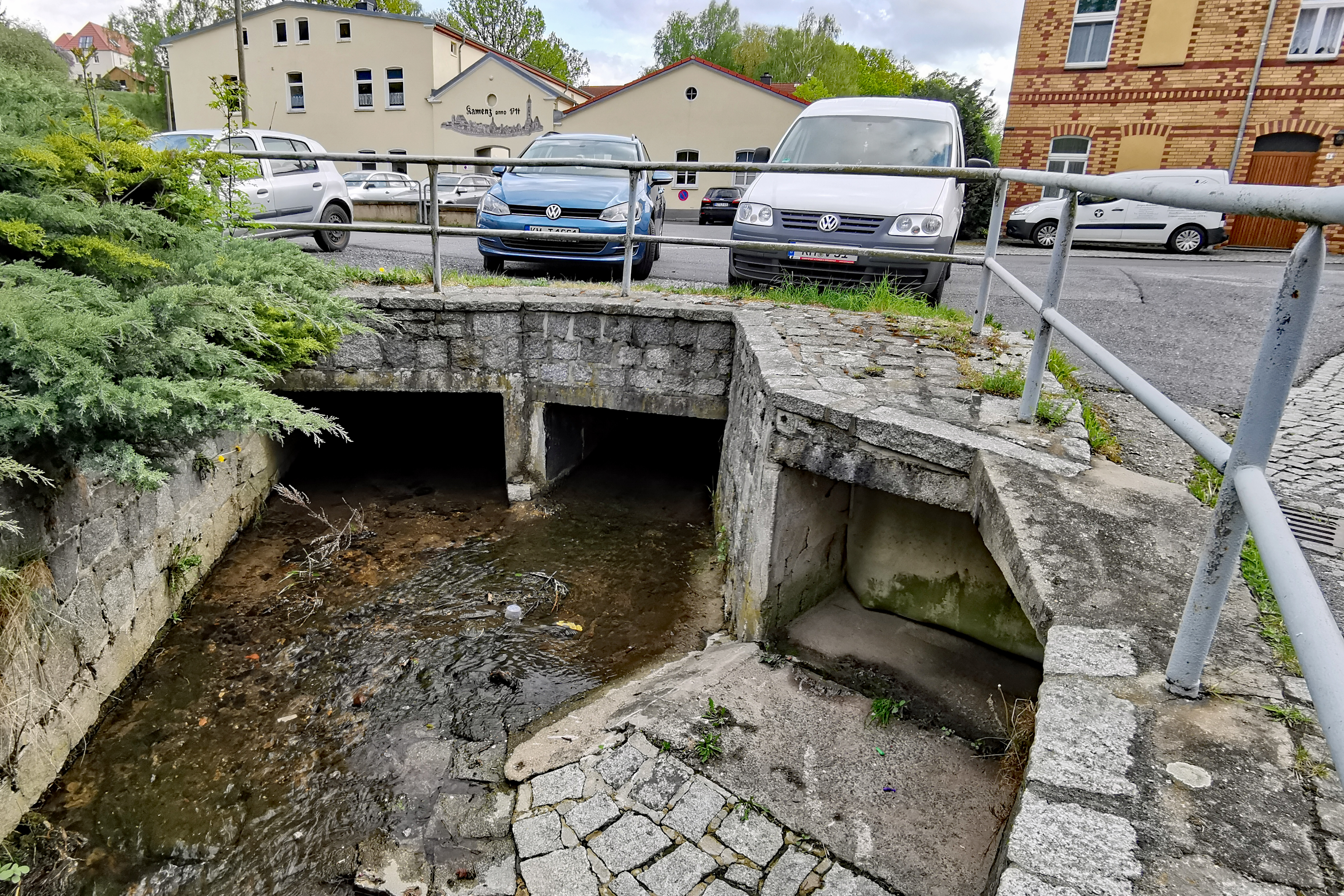
Durchfluss durch die Fabrikstraße
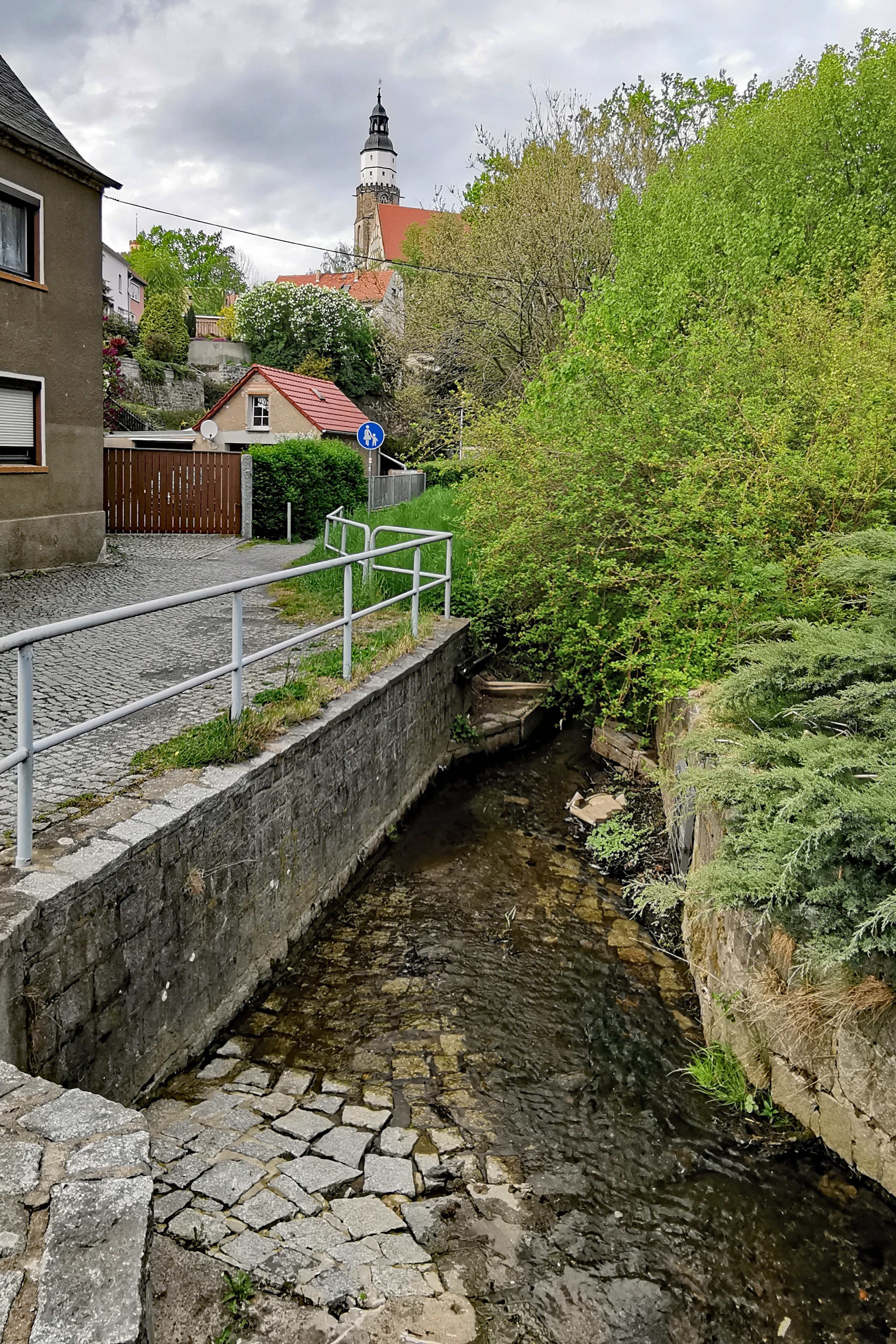
Eintritt in das Herrental unterhalb der Kuckucksburg
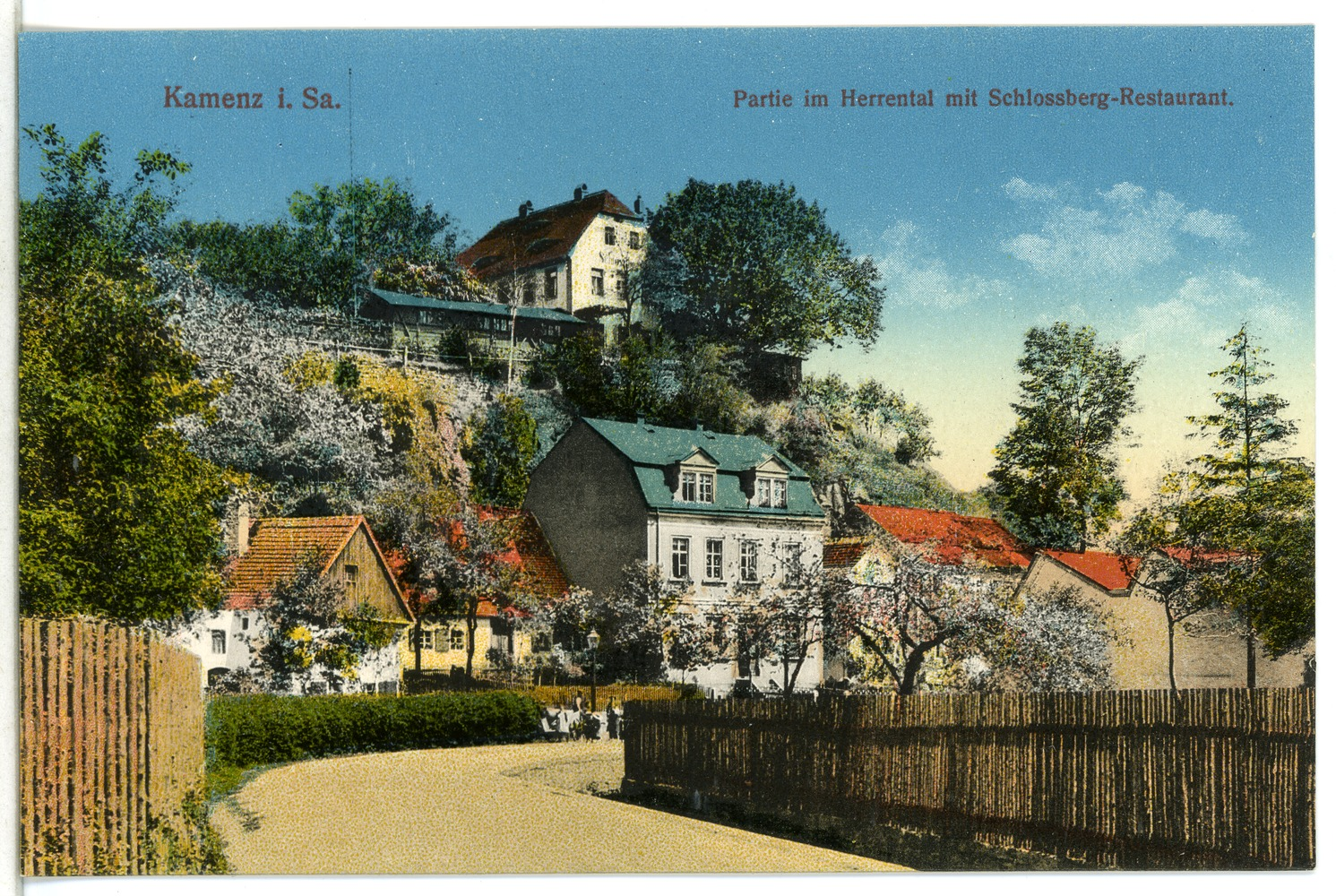
Das Lange Wasser (rechts zwischen Straße und Zaun) im Herrental auf einer Postkarte von 1911
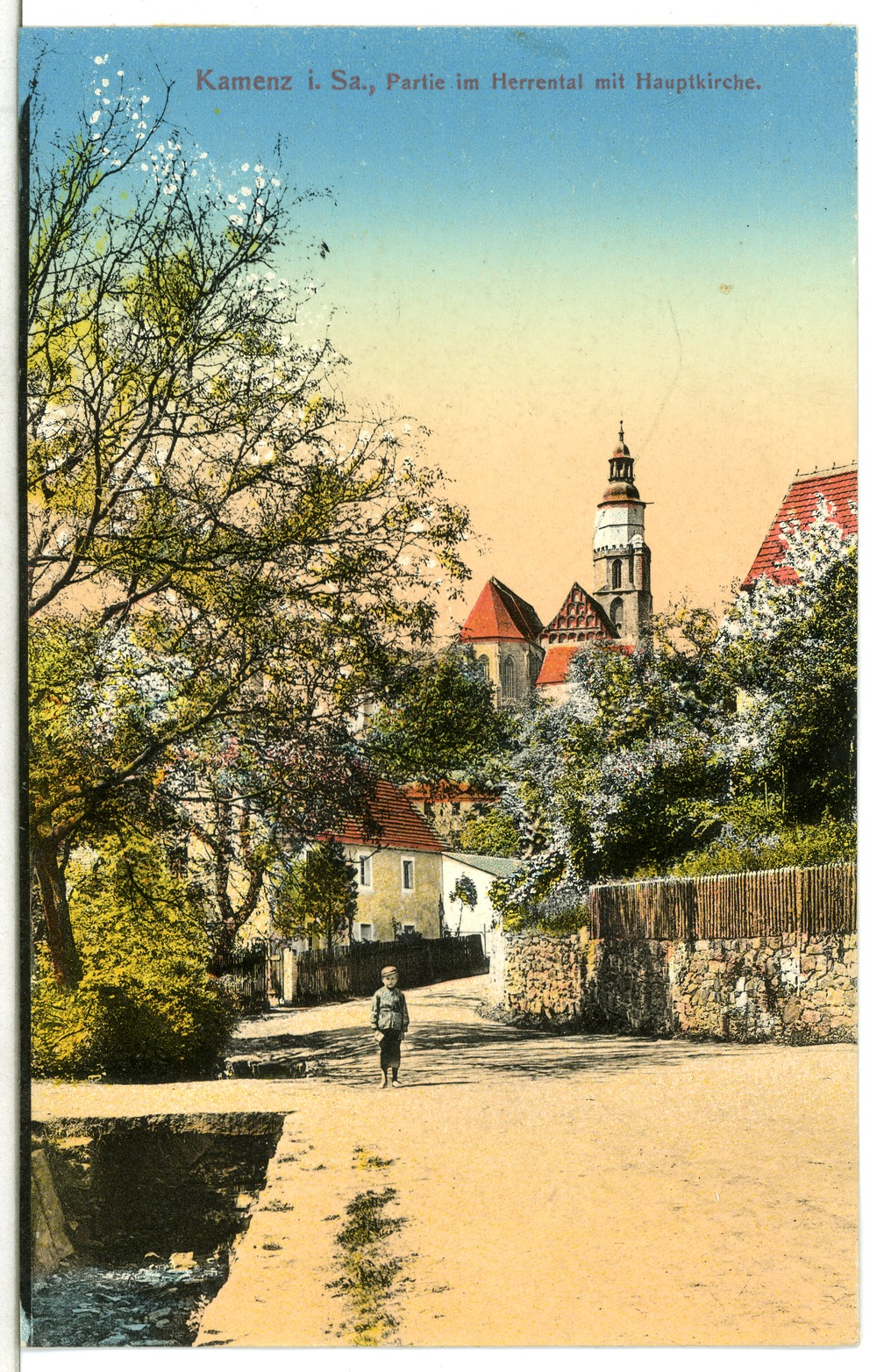
Das Lange Wasser im Herrental auf einer Postkarte von 1911
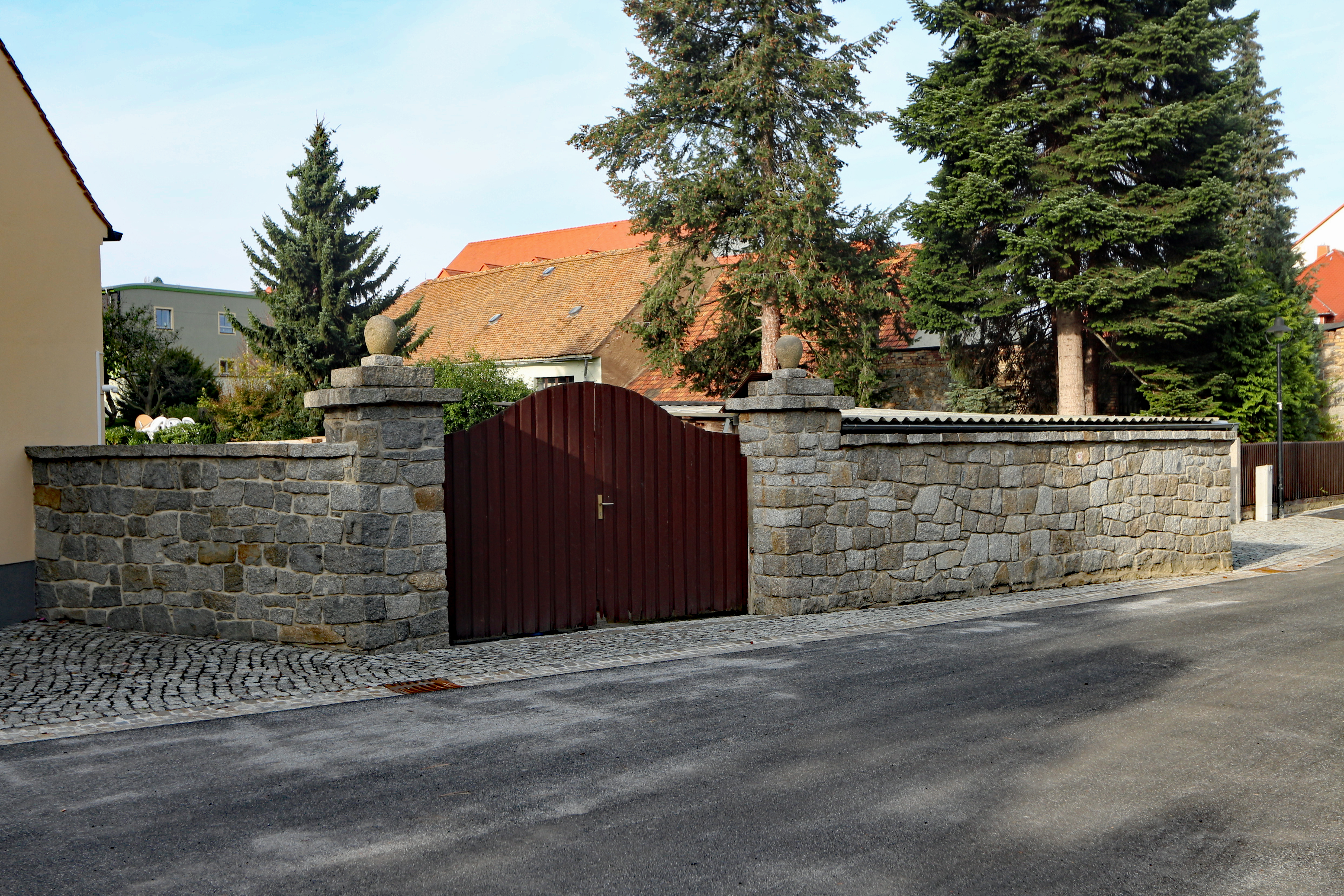
Einfriedung der nicht mehr existierenden Schlossmühle
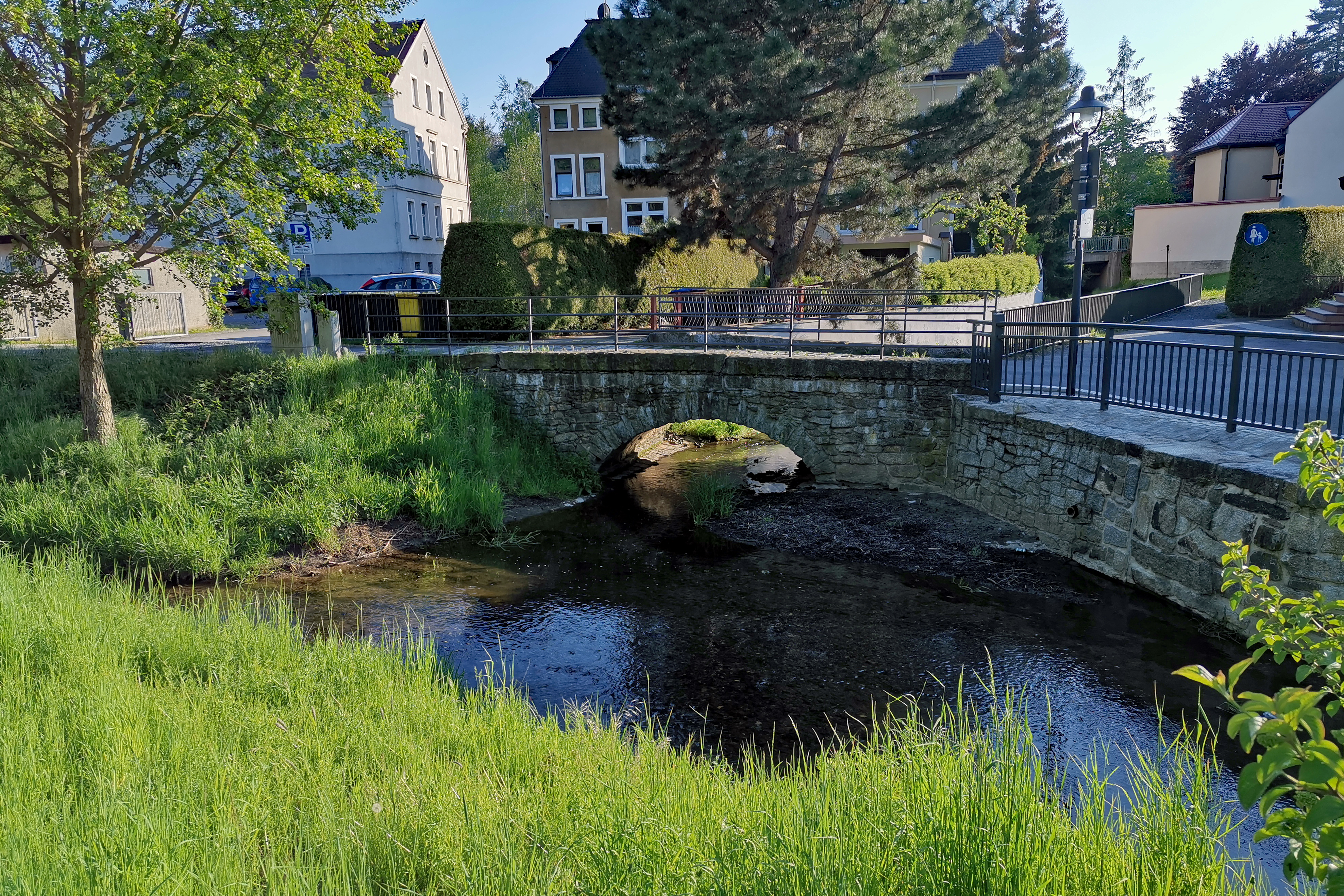
Mündung des Langen Wassers nach dem Durchfluss durch die einbogige Brücke der Uferstraße in die im Vordergrund von links nach rechts fließende Schwarze Elster